# Burány Sándor
Burány Sándor (Budapest, 1956. augusztus 19. –) magyar közgazdász, politikus. 1994-től országgyűlési képviselő, 2003 és 2004 között foglalkoztatáspolitikai és munkaügyi miniszter, előtte 2002-től a Pénzügyminisztérium politikai államtitkára. 2007 és 2008 a Miniszterelnöki Hivatalban, majd a Nemzeti Fejlesztési és Gazdasági Minisztériumban államtitkár.

## Pályájának kezdete
1974-ben érettségizett, és szerzett elektronikai műszerész képesítést a Latinca Sándor Gép- és Villamosipari Szakközépiskolában. 1974 és 1981 között a Ganz Műszer Művekben műszerész, majd technikus. 1981 és 1986 között igazgatási előadó, 1986 és 1988 belső ellenőrzési csoportvezető. Ez idő alatt végezte el az MKKE közgazdász szakát. 1991– 1992 között elvégezte a Századvég Politikai Iskolát.

## Politikai tevékenysége
1982 és 1989 között az MSZMP tagja, 1988 és 1989 a XIX. Kerületi Bizottság gazdaságpolitikai munkatársa. 1989-ben az MSZP alapító tagja, 1990 és 1994 között XIX. kerületi elnöke, 1992-től a budapesti ügyvivője is. 1992-ben az országos választmány tagja lett. 1998 és 2004 között az országos elnökség tagja.
Az 1994-es országgyűlési választáson a kispesti egyéni választókerületből szerzett mandátumot, melyet három alkalommal meg is védett. 1996 és 2000 között az MSZP-frakció helyettes vezetője volt. 2004 és 2006 között újra frakcióvezető-helyettesként dolgozott. 2007 és 2012 között MSZP budapesti elnöke, 2016 nyarán ismét megválasztották az MSZP országgyűlési frakcióvezető-helyettesének, ezúttal általános helyettesként.
Medgyessy Péter kormányában előbb a Pénzügyminisztérium politikai államtitkára, majd 2003-tól foglalkoztatáspolitikai és munkaügyi miniszter volt. A miniszterelnök-váltás során nem kapott pozíciót, viszont a miniszterelnök gazdaságpolitikai tanácsadó testületének elnöke volt 2006-ig. Ugyanebben az évben tagja lett a Nemzeti Fejlesztési Bizottságnak, majd később kinevezték a Miniszterelnöki Hivatal államtitkárává. 2008-ban, az SZDSZ koalícióból történt kilépése után Gyurcsány Ferenc kisebbségi kormányában az újonnan alakult Nemzeti Fejlesztési és Gazdasági Minisztérium államtitkárává nevezték ki. Pozícióját a második Orbán-kormány megalakulásáig vihette. A 2010-es országgyűlési választáson Budapest 28. számú egyéni választókörzetében indult, amit 1994 óta mindig megnyert, azonban 2010-ben a fideszes jelölttel szemben alulmaradt, így pártja budapesti területi listájáról nyert mandátumot. A 2014-es országgyűlési választáson az újonnan létrejött Budapest 9. számú egyéni választókerületében szerzett mandátumot.
A 2018-as országgyűlési választáson is a Budapest 9. számú egyéni választókerületében szerzett mandátumot. A Párbeszéd országgyűlési frakciójához csatlakozott.
A 2021-es magyarországi ellenzéki előválasztáson pártja – az MSZP támogatásával – ugyanitt indította, azonban a DK színeiben szereplő Arató Gergely ellen vereséget szenvedett.,

## Család
Nős, egy fia és egy lánya van. Angolul beszél.